# El Ojital, Tamiahua
El Ojital är en ort i Mexiko.   Den ligger i kommunen Tamiahua och delstaten Veracruz, i den sydöstra delen av landet, 250 km nordost om huvudstaden Mexico City. El Ojital ligger 118 meter över havet och antalet invånare är 224.
Terrängen runt El Ojital är lite kuperad, och sluttar österut. Runt El Ojital är det ganska glesbefolkat, med 36 invånare per kvadratkilometer. Närmaste större samhälle är Temapache, 16,9 km söder om El Ojital. Trakten runt El Ojital består till största delen av jordbruksmark.